# Kazuya Minekura
Kazuya Minekura (Prefettura di Kanagawa, 23 marzo 1975) è una fumettista giapponese.
La sua opera più famosa è Saiyuki.
Altre sue serie sono Wild Adapter, Shiritsu Araiso Koutou Gakkou Seitokai Shikkoubu e Stigma, quest'ultimo da segnalare in quanto è un'opera totalmente a colori, cosa rara per un manga (generalmente disegnati in bianco e nero).

## Biografia
Kazuya Minekura è solo uno pseudonimo, il suo vero nome è Hitomi, mentre il cognome inizia per A ma la sensei non ha mai voluto rivelarlo per intero. È nata il 23 marzo del 1975 nella prefettura di Kanagawa. In rete sono molto poche le informazioni su di lei e non si trova nessuna sua foto.
Nel 1993 (quindi a soli 18 anni), debutta nel mondo dei manga con la pubblicazione di Gensouman Suikoden (o Genzai o Genki) sulla rivista Kadokawa Shoten Comic.
Il successo definitivo arriva però nel 1998 con il famosissimo manga Gensomaden Saiyuki pubblicato su G Fantasy" della Enix, che sarebbe destinato a fare il giro del mondo.
Nel 2000, lavora a vari progetti di manga: Tokuma Shoten e Shinshokan Smokes Cabin Super Mild.
Nel 2007 ha avuto gravi problemi di salute che l'hanno costretta ad un ricovero in ospedale ed in seguito ad un intervento, ritardando il proseguimento delle opere.
All'inizio ha esitato un controllo in ospedale in quanto pensava fossero normali dolori mestruali ma a quanto pare il suo utero si è gonfiato troppo, portandole fortissimi dolori e impedendole di sedersi e chiudere le gambe. Alla fine ha dovuto sottoporsi a un'isterectomia. Nonostante ciò ha promesso di mettercela tutta per proseguire il lavoro e guarire.
Nel 2010 si è dovuta preparare ad affrontare una nuova operazione, prevista per il mese di dicembre, questa volta per rimuovere un ameloblastoma. Ella stessa ha annunciato ai suoi fan che tutte le sue pubblicazioni saranno sospese per tempo indeterminato, anche se la produzione degli OAV di Saiyuki Gaiden non verrà bloccata.
Nel 2012 l'autrice ha annunciato il suo ufficiale ritorno nella stesura dei suoi manga (dopo un periodo di ripresa in cui si dedicò solo ad illustrazioni), in contemporanea ai festeggiamenti per i suoi 20 anni di carriera.

## Stile
Il suo stile con il tempo non è cambiato, rimane stabile in tutti i suoi lavori. È molto caratteristico, infatti per chiunque abbia mai letto un suo manga o abbia visto qualche sua opera è facilmente riconoscibile. I suoi personaggi tendono ad essere magri e ben definiti, con una attenzione particolare all'anatomia.
Il collo è molto accentuato e le figure sono esili e con accenni ai muscoli.
Le figure maschili tendono ad essere molto audaci, mentre quelle femminili hanno caratteri che tendono a dar loro un aspetto androgino.
Kazuya ha affermato che ha trovato molta difficoltà le prime volte che dovette disegnare gli occhi di Sanzo (Gensomaden Saiyuki), poiché le risultavano alquanto afflosciati.
Kazuya Minekura è una persona molto idealistica e la sua produzione non si estende ad un unico genere. Si può notare come carattere comune alle varie opere, la visione del mondo come un posto che non sia molto bello, in cui non si può ottenere niente senza procurarsi cicatrici.
Ma è da sottolineare che nonostante i personaggi sostengano molti sacrifici, attraversando molteplici periodi bui, ognuno di loro ha una caratteristica che lo aiuta a perseverare.
Questa forza interiore, questa forte volontà di vivere e il continuo proseguimento della ricerca di una felicità ovunque essa si trovi, li rende affascinanti.
Inoltre i suoi personaggi non hanno mai un ruolo di "buono" o "cattivo"; sono tutti "belli e dannati". Gli aspetti che prevalgono tra di loro sono i rapporti ambigui e l'umorismo (fondamentale per alleggerire la pesantezza del momento)

## Opere più famose
Fra le sue opere più conosciute vi sono Shiritsu Araiso Koutougakko Seitokai Shikkoubu (Consiglio studentesco della scuola superiore Araiso, comitato esecutivo) che parla di due ragazzi nel consiglio studentesco che ne compongono il comitato esecutivo. Le notizie in rete su questo manga sono scarse.
Più conosciuto è Bus Gamer (Business Gamer) i cui protagonisti sono tre ragazzi Toki, Nobuto e Kazuo che si trovano coinvolti in un gioco fra due compagnie il cui premio è il dischetto contenente i segreti della compagnia avversaria. I tre ragazzi sono chiamati come giocatori da una di queste compagnie. Il gioco è sporco e chi perde muore ma i tre decidono di continuare perché hanno tutti bisogno di molti soldi.
Altro suo lavoro è Wild Adapter i cui protagonisti sono due ragazzi, Kubota, ex membro della yakuza, che trova per strada un ragazzo svenuto, Tokito che ha una mano con una strana malformazione che copre sempre con un guanto. Tokito ha perso la memoria e inizia a vivere con Kubota tentando di recuperare i suoi ricordi, connessi con una nuova droga "Wild Adapter". WA è un manga shonen ai, infatti Kubota non nasconde certo di essere omosessuale.
Forse il suo manga più famoso al momento è Saiyuki, nato come doujinshi nel 1995, rivisitazione della classica leggenda del viaggio verso ovest del monaco Sanzo e dei suoi compagni. Per maggiori informazioni andate nella sezione di questo sito dedicatagli. Saiyuki prosegue con la serie Saiyuki Reload e viene integrato da Saiyuki Gaiden, storia delle precedenti incarnazioni dei quattro protagonisti.
Un manga forse non molto conosciuto della sensei Minekura è Stigma. Si tratta di un unico volume interamente a colori che parla di un uomo che si sveglia in un vicolo senza memoria e con una valigia piena soldi. Questo uomo, Stork, conosce un bambino, Tit, che è alla ricerca degli uccelli, scomparsi nel mondo post-catastrofe nucleare in cui si trovano. I due viaggeranno assieme alla ricerca degli uccelli e dei ricordi smarriti di Stork, legato in maniera profonda ad un uomo con un tatuaggio a forma di farfalla sul collo. Stigma è un piccolo capolavoro che appassiona dall'inizio fino al toccantissimo finale denso di emozioni.
In questo momento Saiyuki Reload Blast, Saiyuki Ibun, Wild Adapter e Bus Gamer sono tutti in corso di pubblicazione.

## Opere
- Araiso Koutou Gakkou Seitokai Shikkoubu
- Brother
- Bus Gamer
- Honey Comb
- Just!
- Saiyuki Gaiden
- Saiyuki Gensomaden
- Saiyuki Ibun
- Saiyuki Reload
- Saiyuki Reload Blast
- Stigma
- Wild Adapter